# Musée Ferrari
Pour les articles homonymes, voir Ferrari.
Le musée Ferrari ou galerie Ferrari est un musée du constructeur automobile Ferrari ouvert en 1990, situé à 300 m de l'usine Ferrari de Maranello, à 1 km du circuit de Fiorano, à 20 km au sud du musée Enzo-Ferrari de Modène.

## Galerie photos

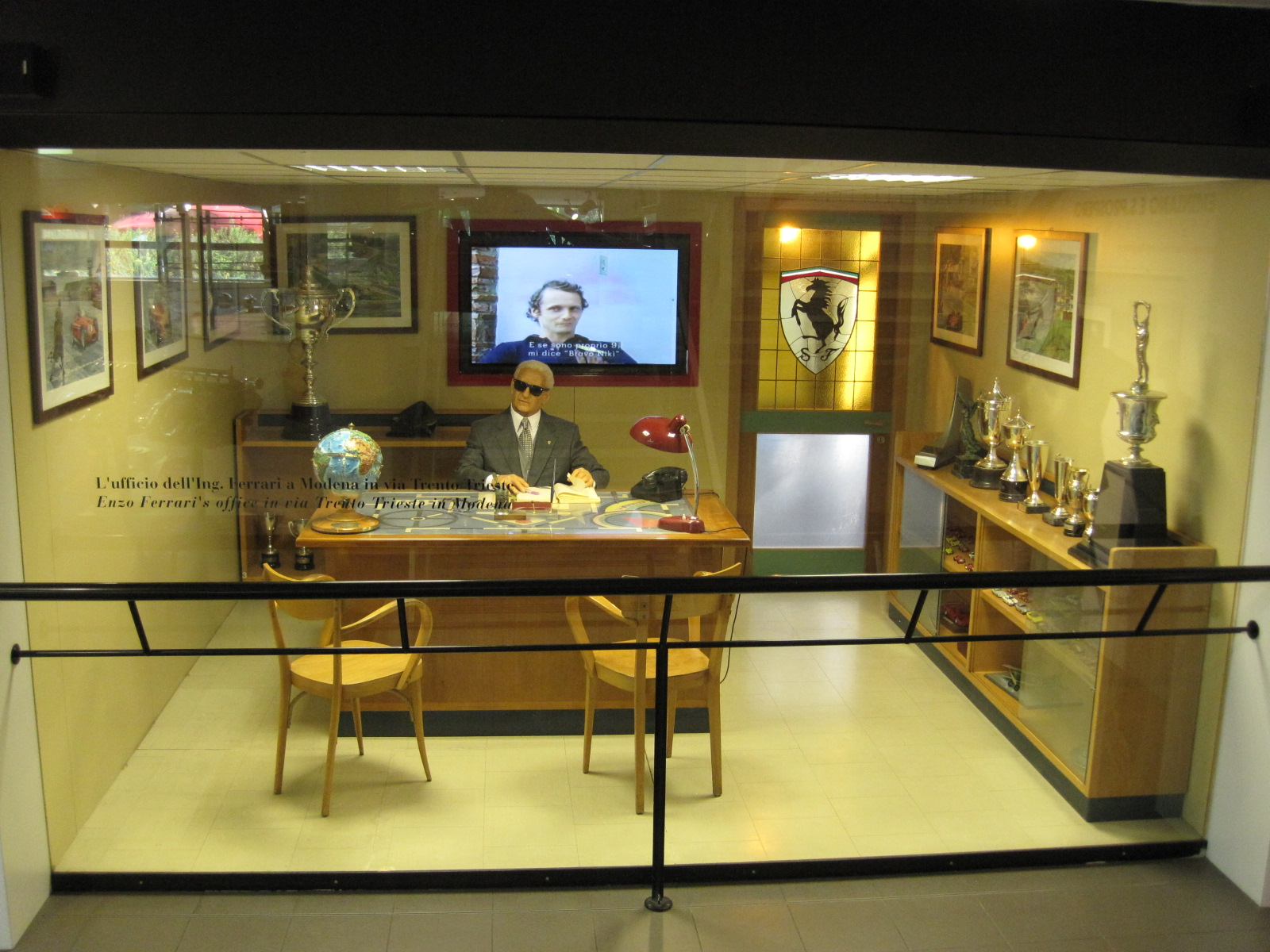
Bureau historique d'Enzo Ferrari
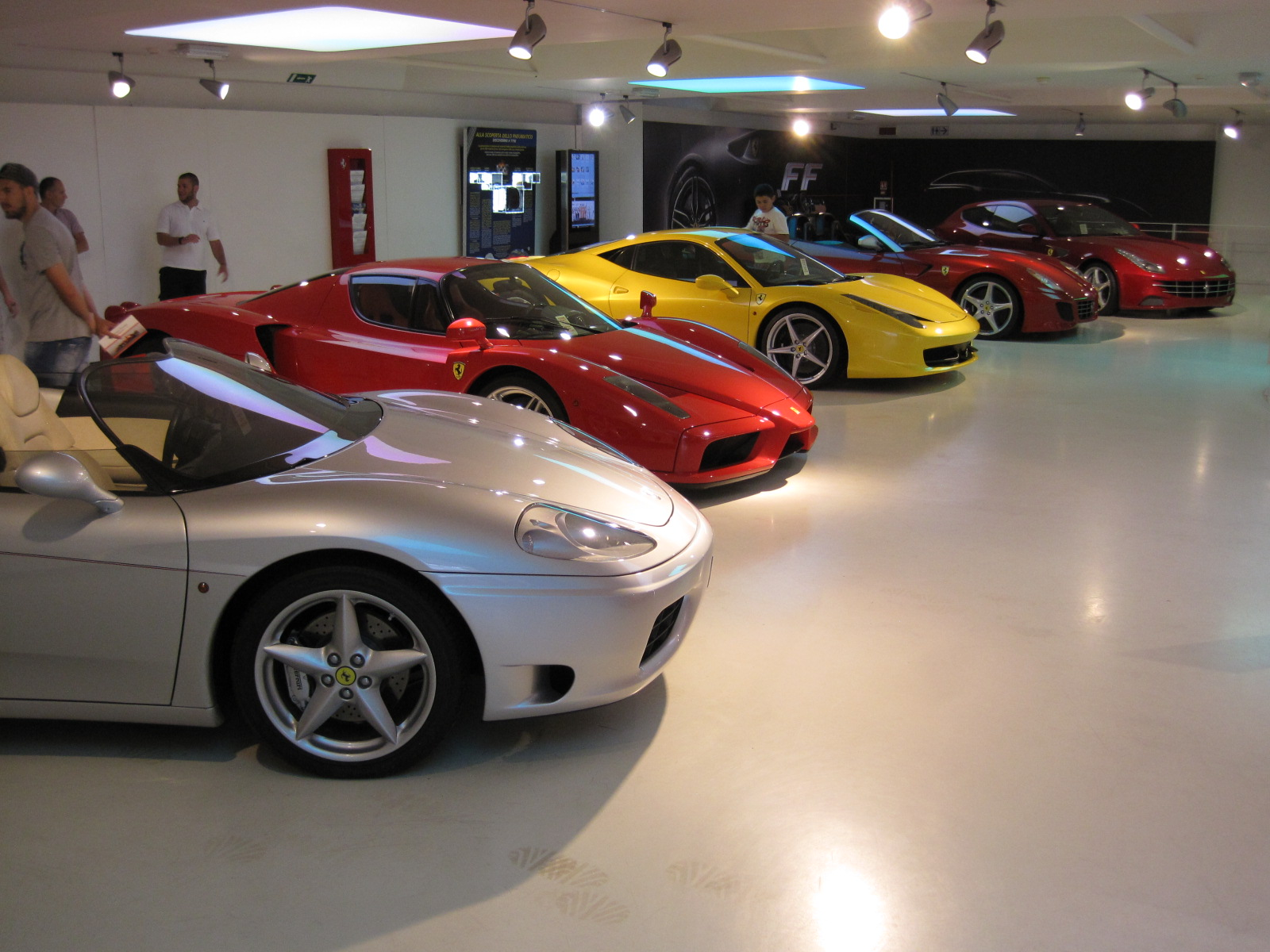
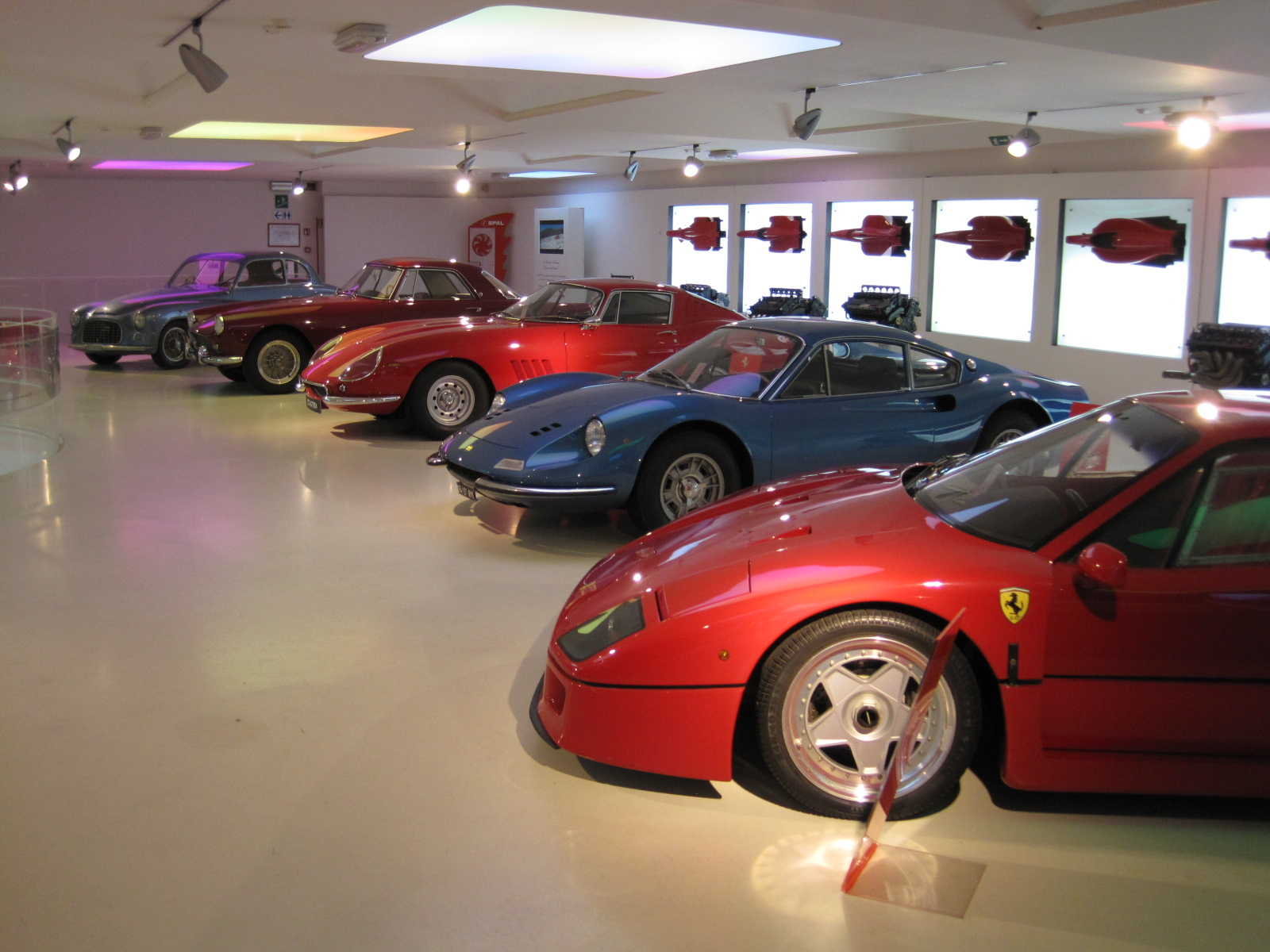
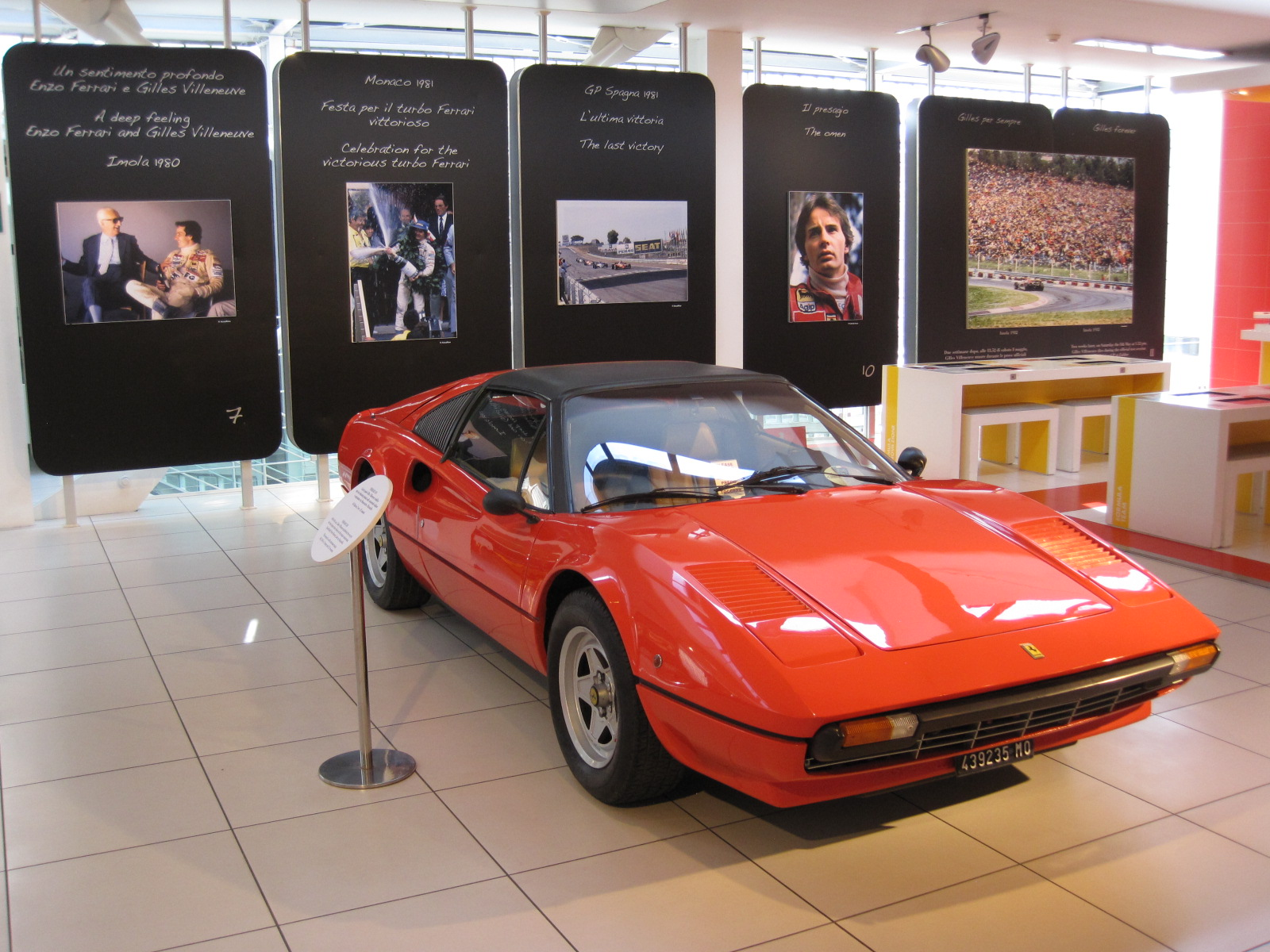
Ferrari 308 GTS, du pilote Gilles Villeneuve

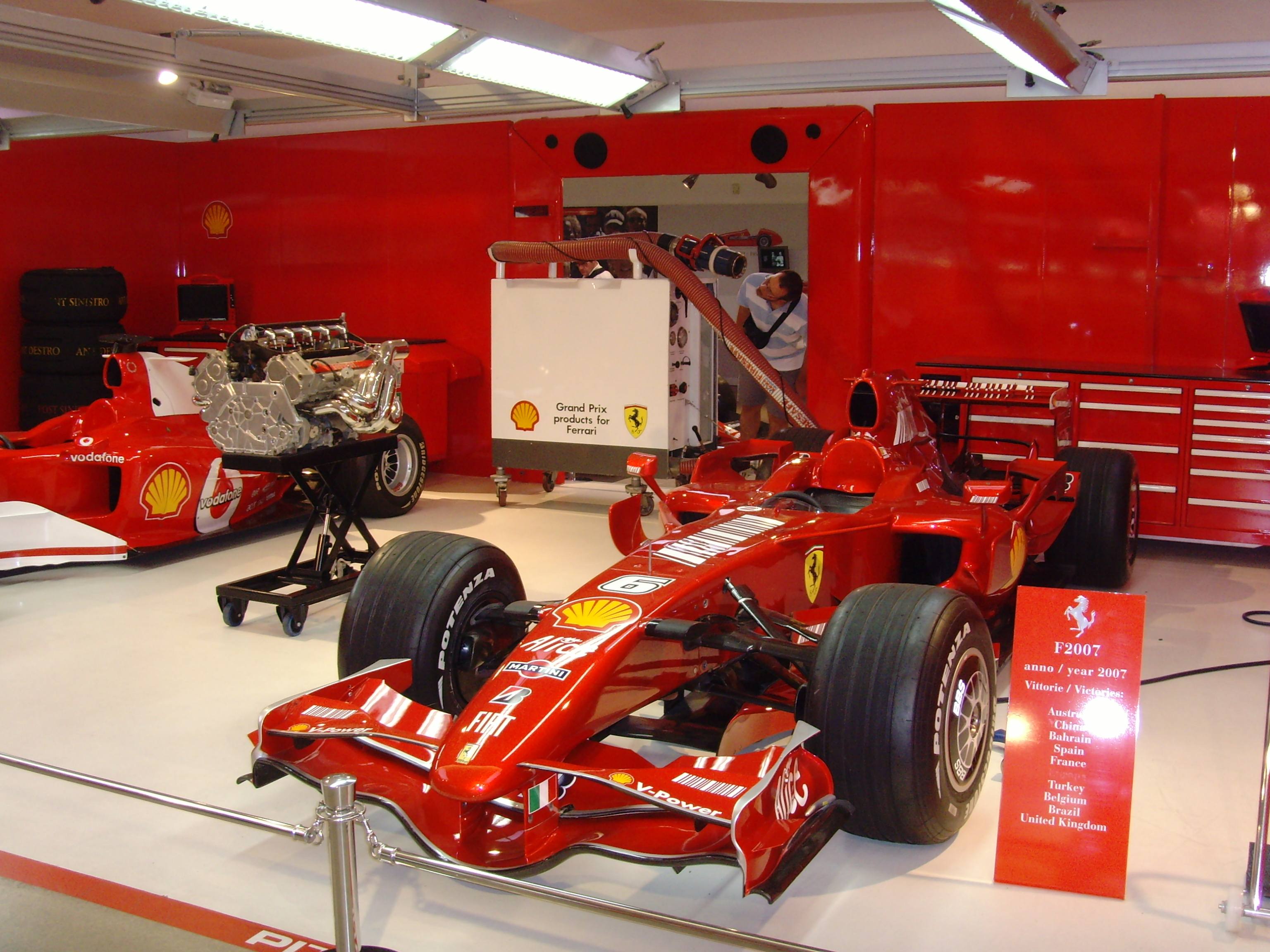
Ferrari F2007
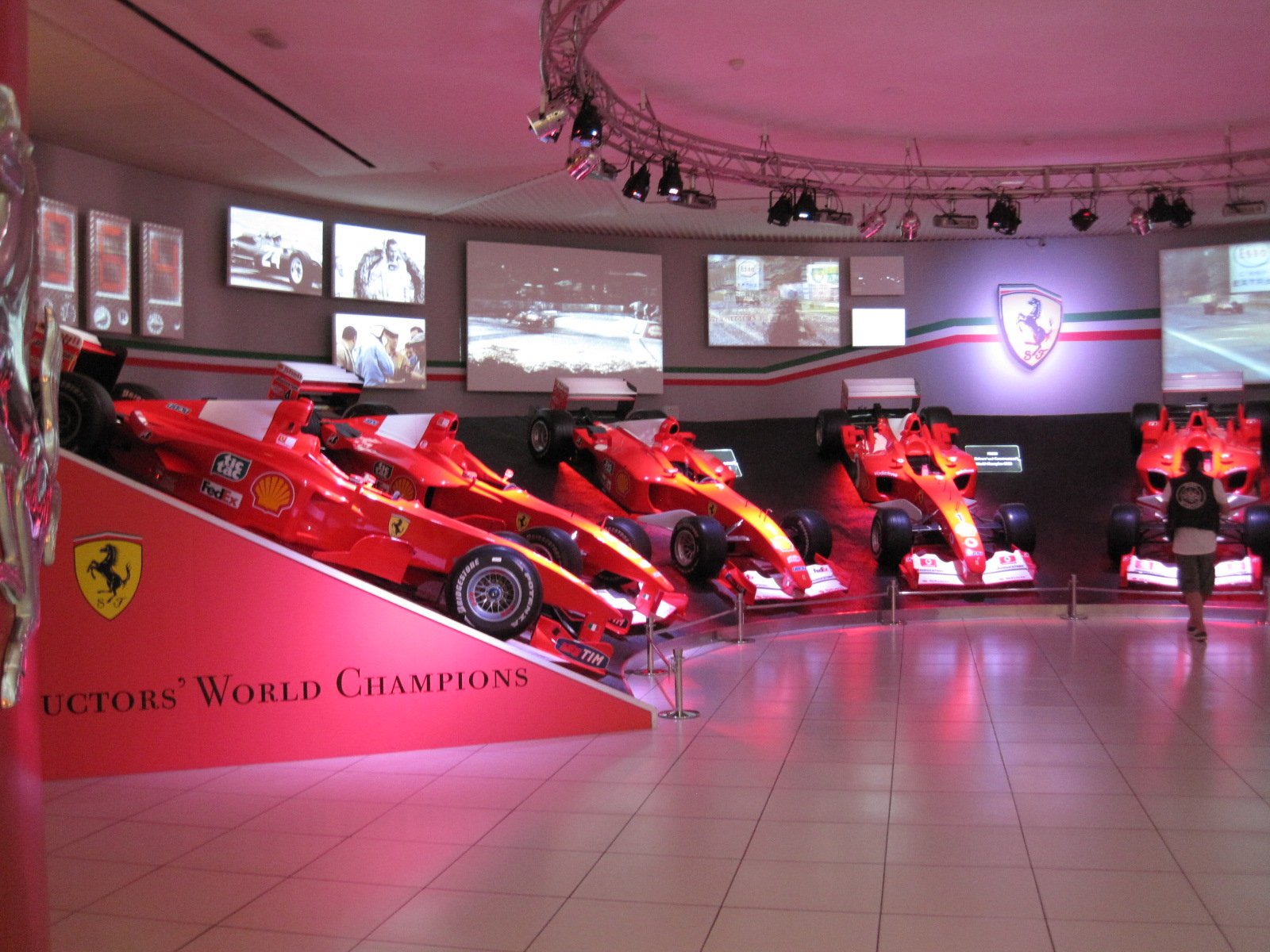
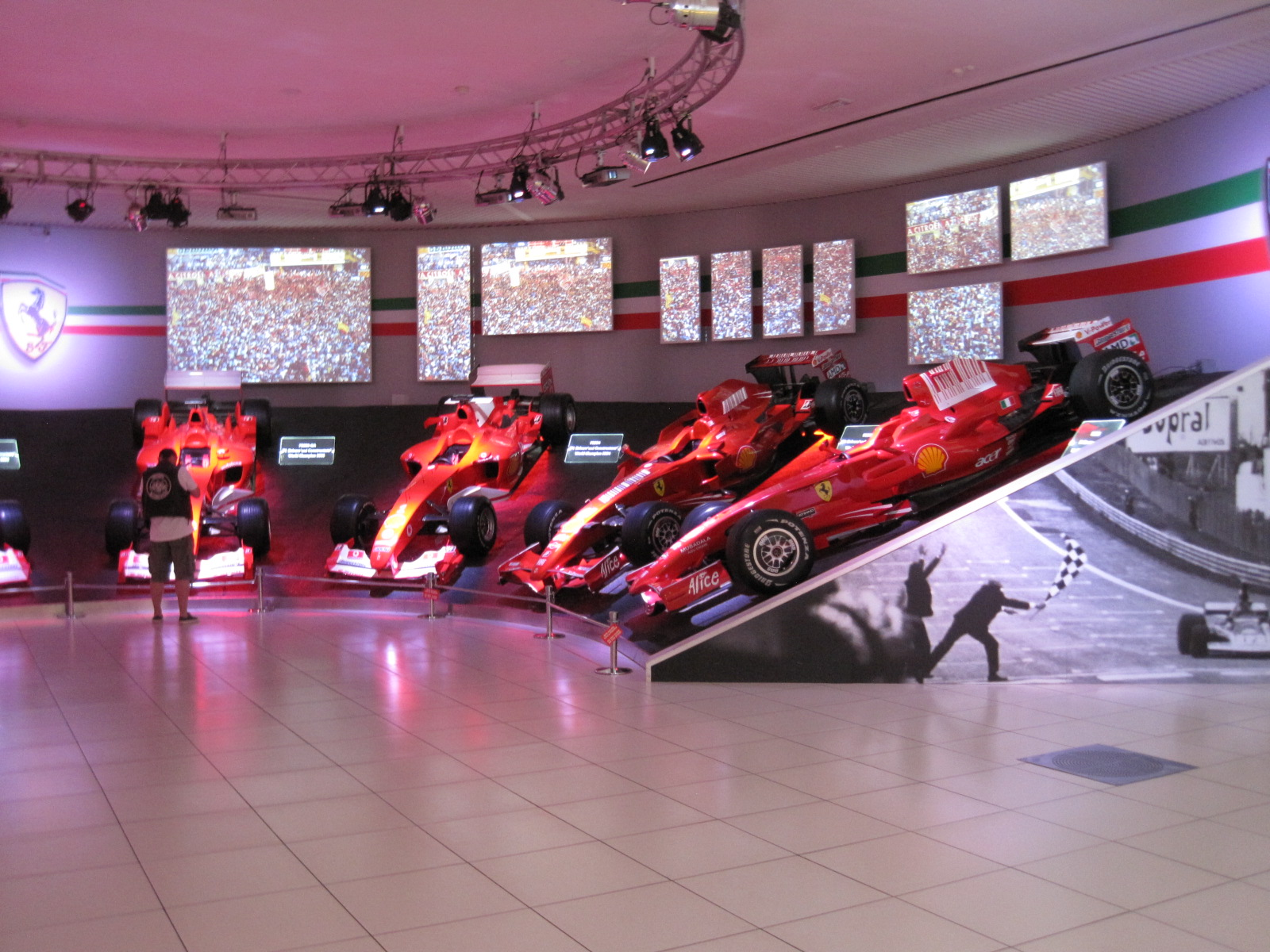
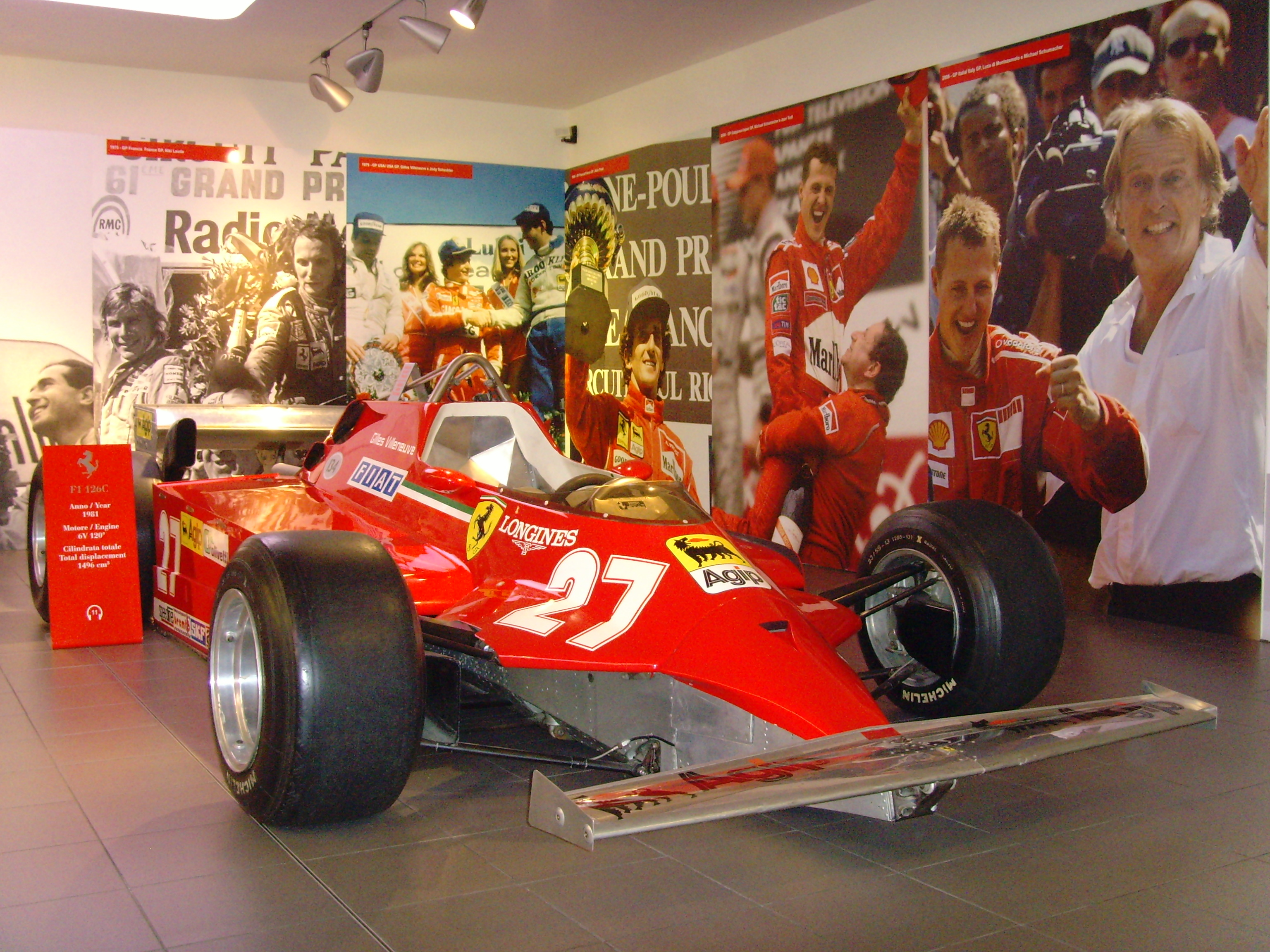
Ferrari 126 C

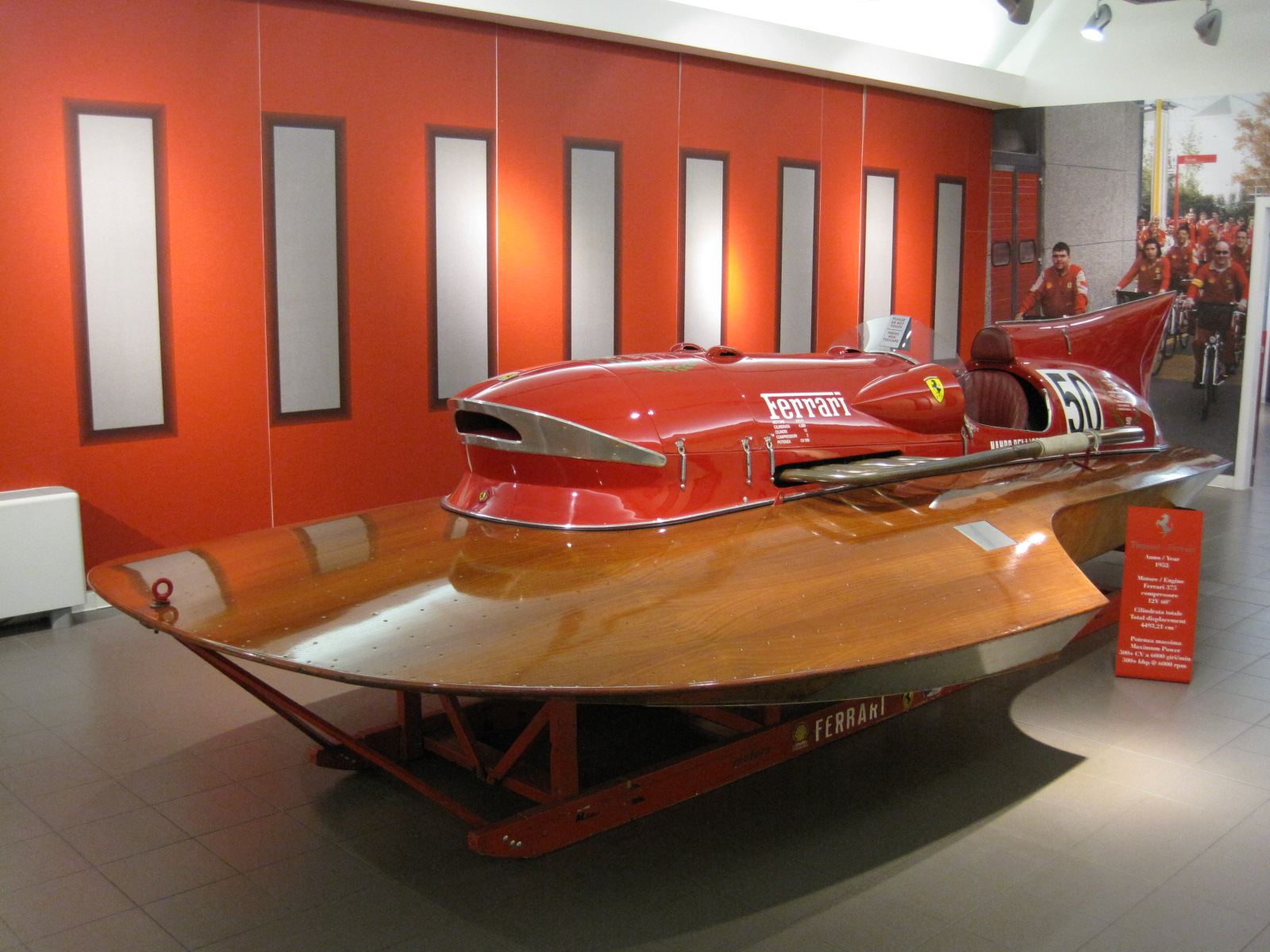
Ferrari Arno XI
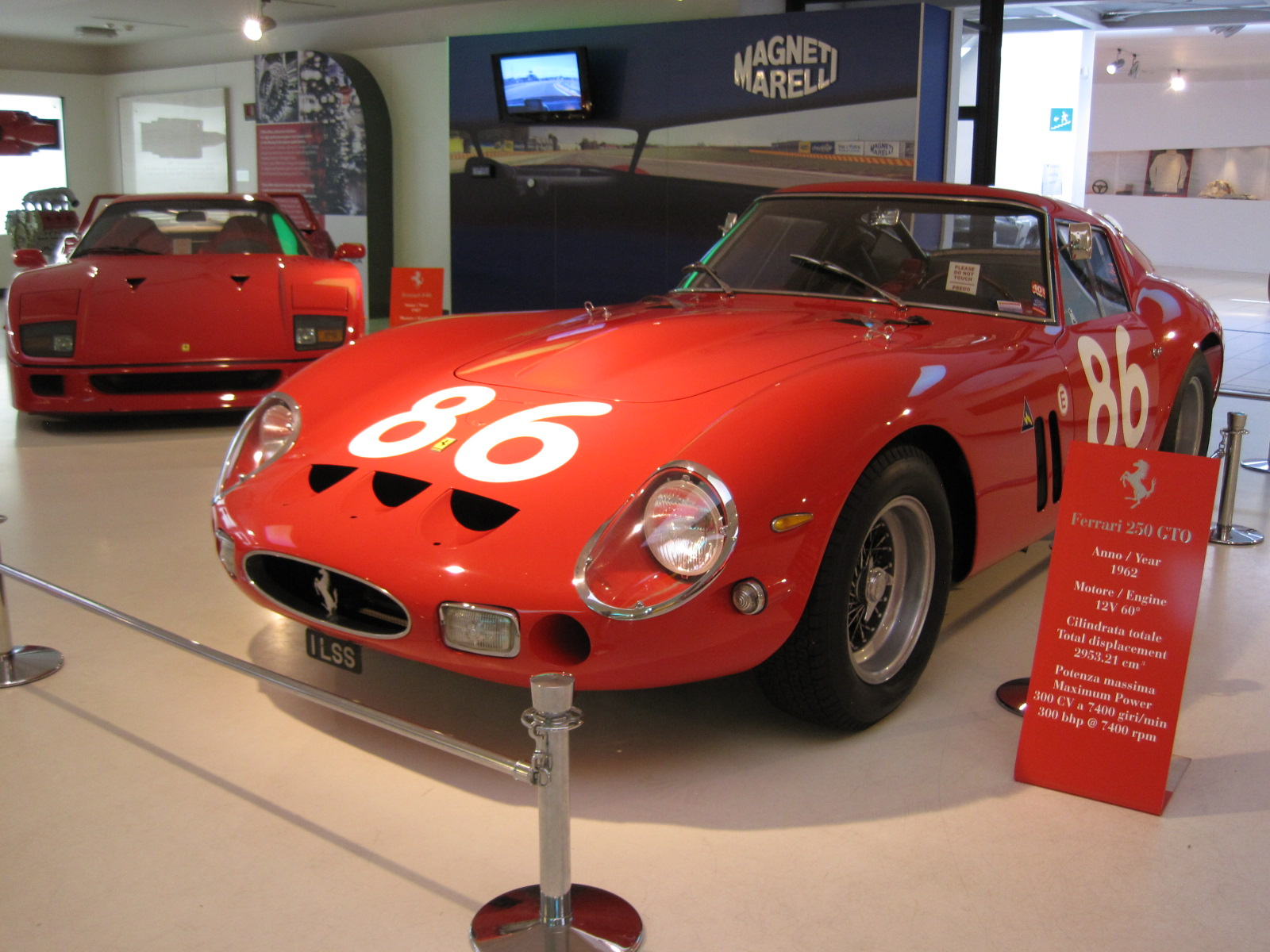
Ferrari 250 GTO
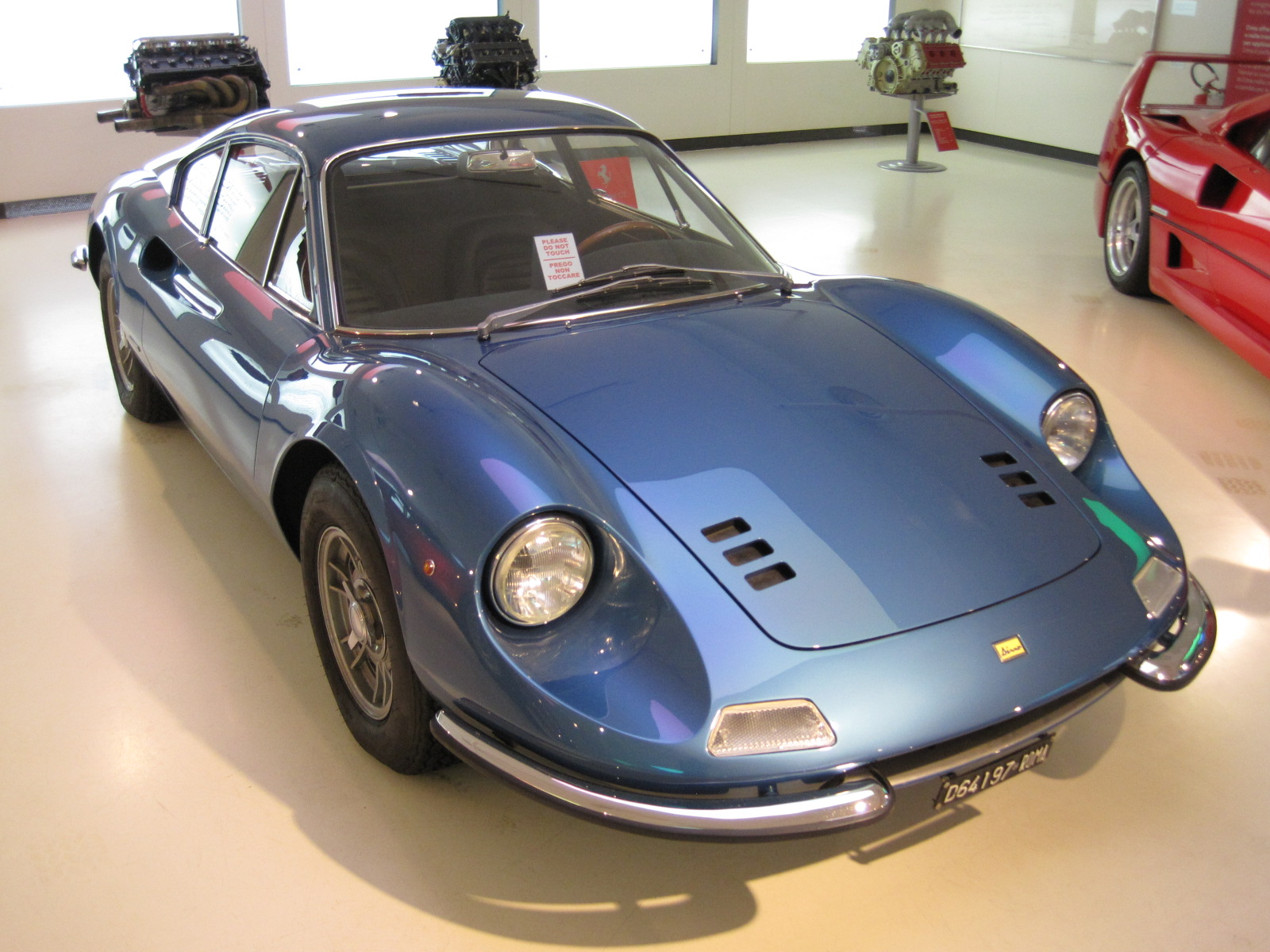
Dino 206 GT
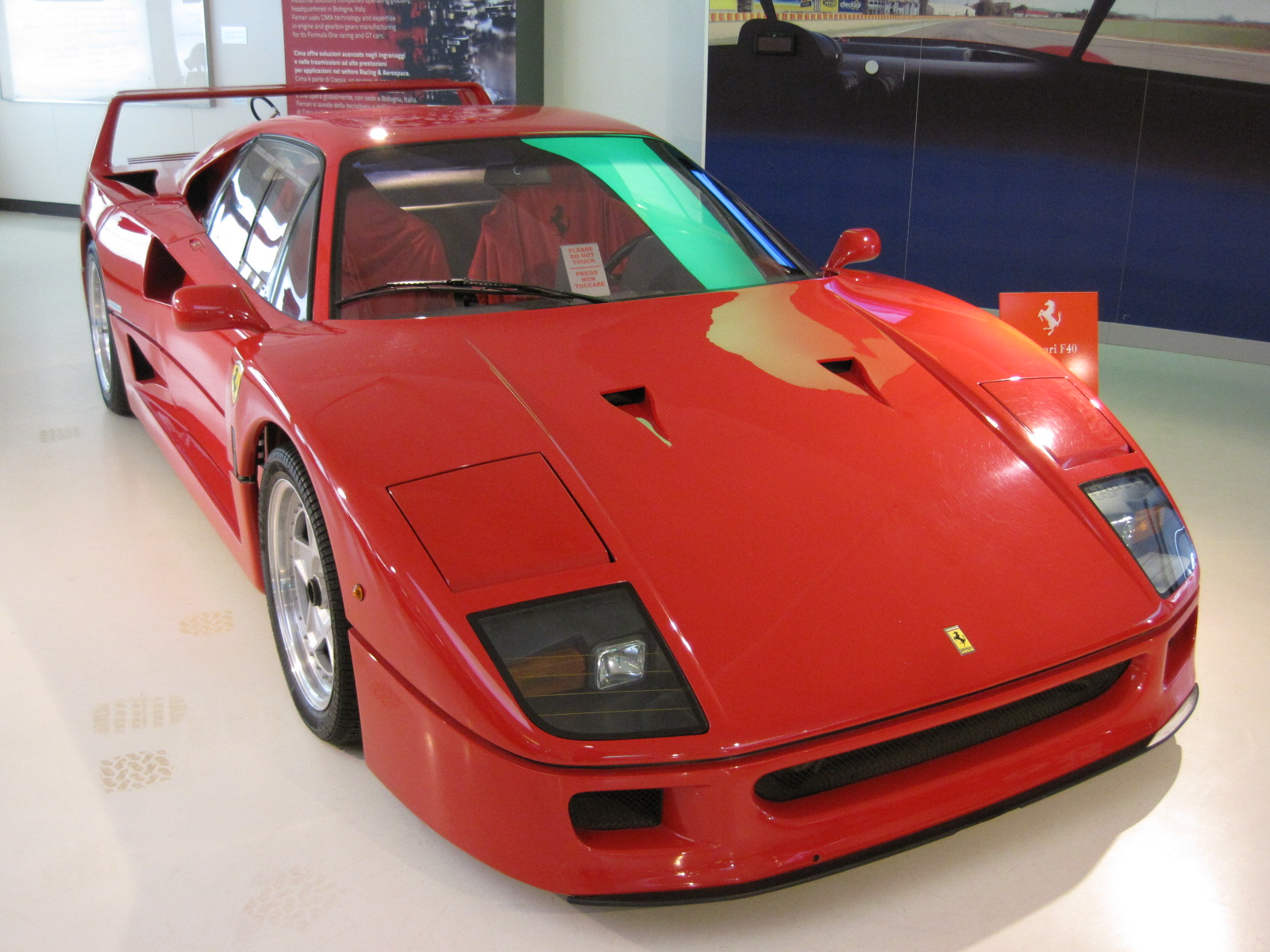
Ferrari F40

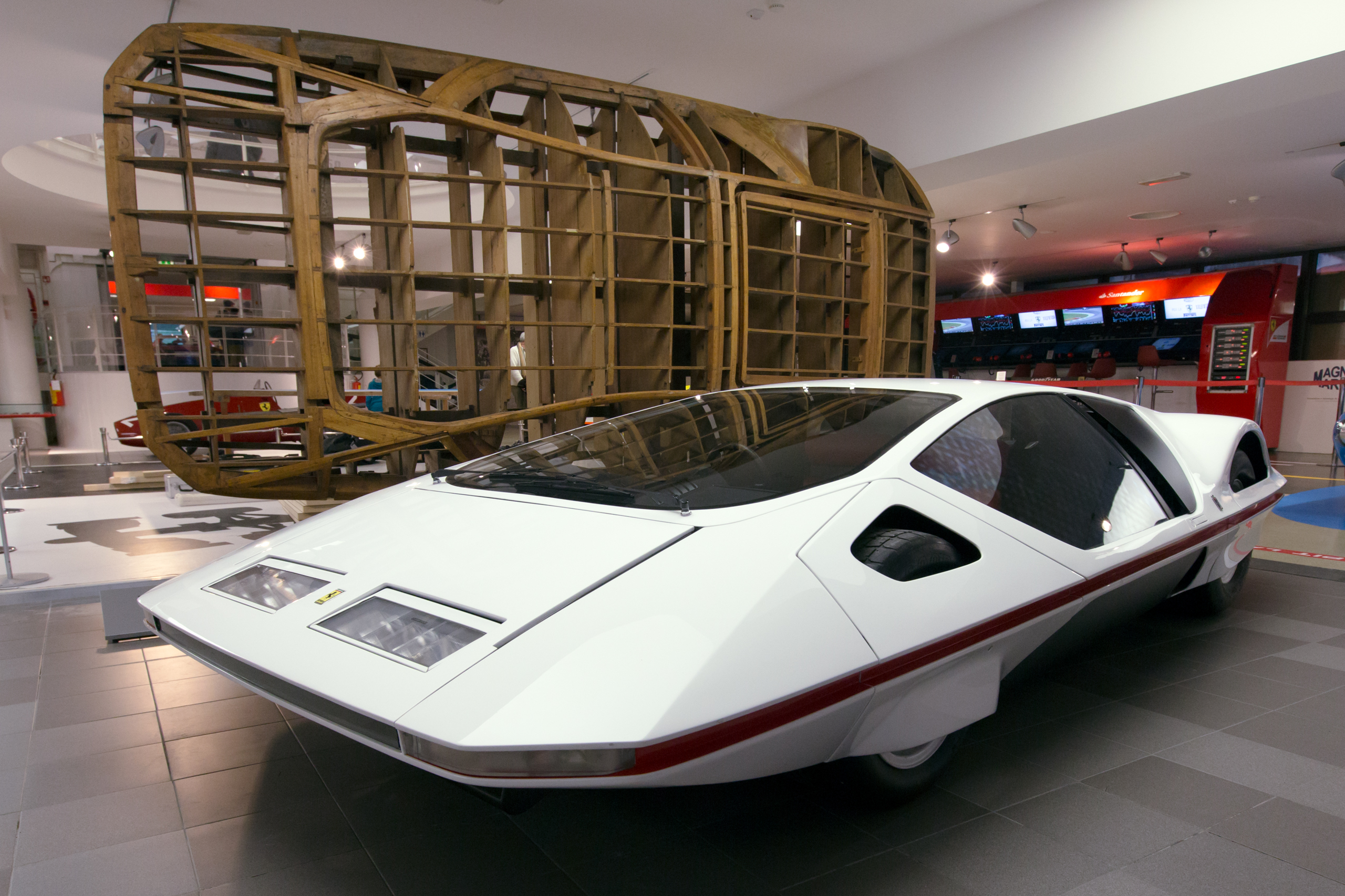
Ferrari Modulo
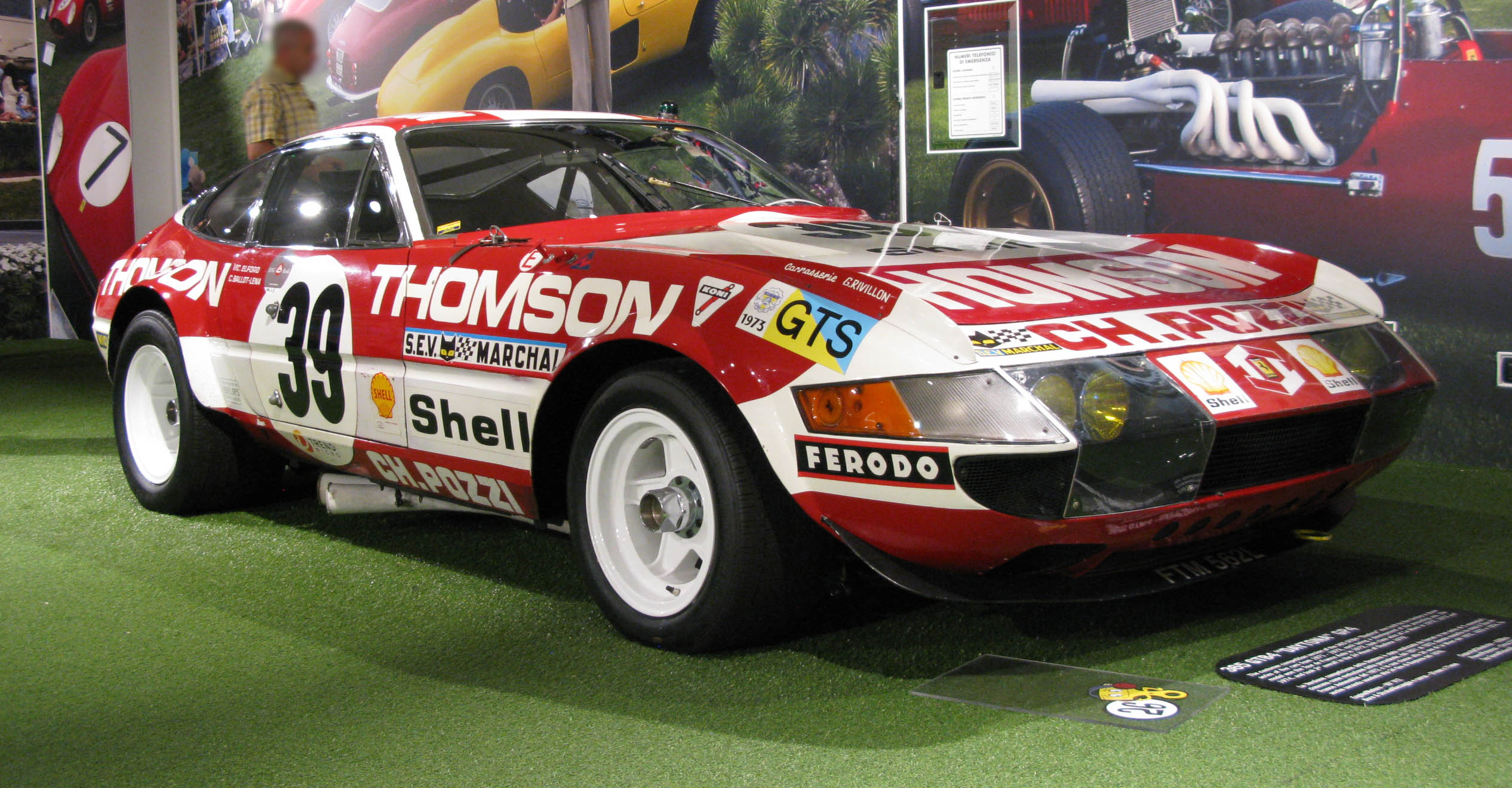
Ferrari 365 Daytona
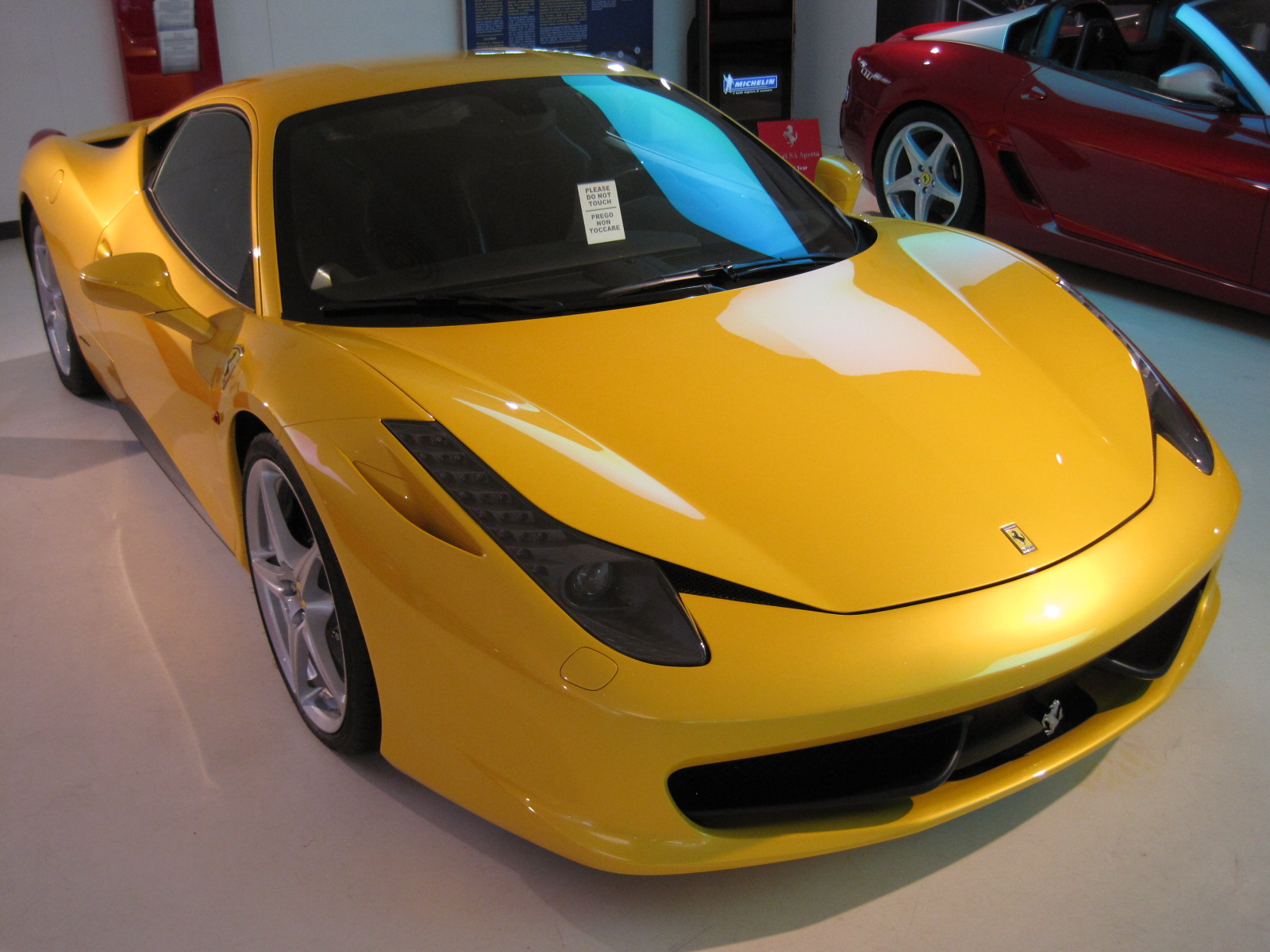
Ferrari 458 Italia

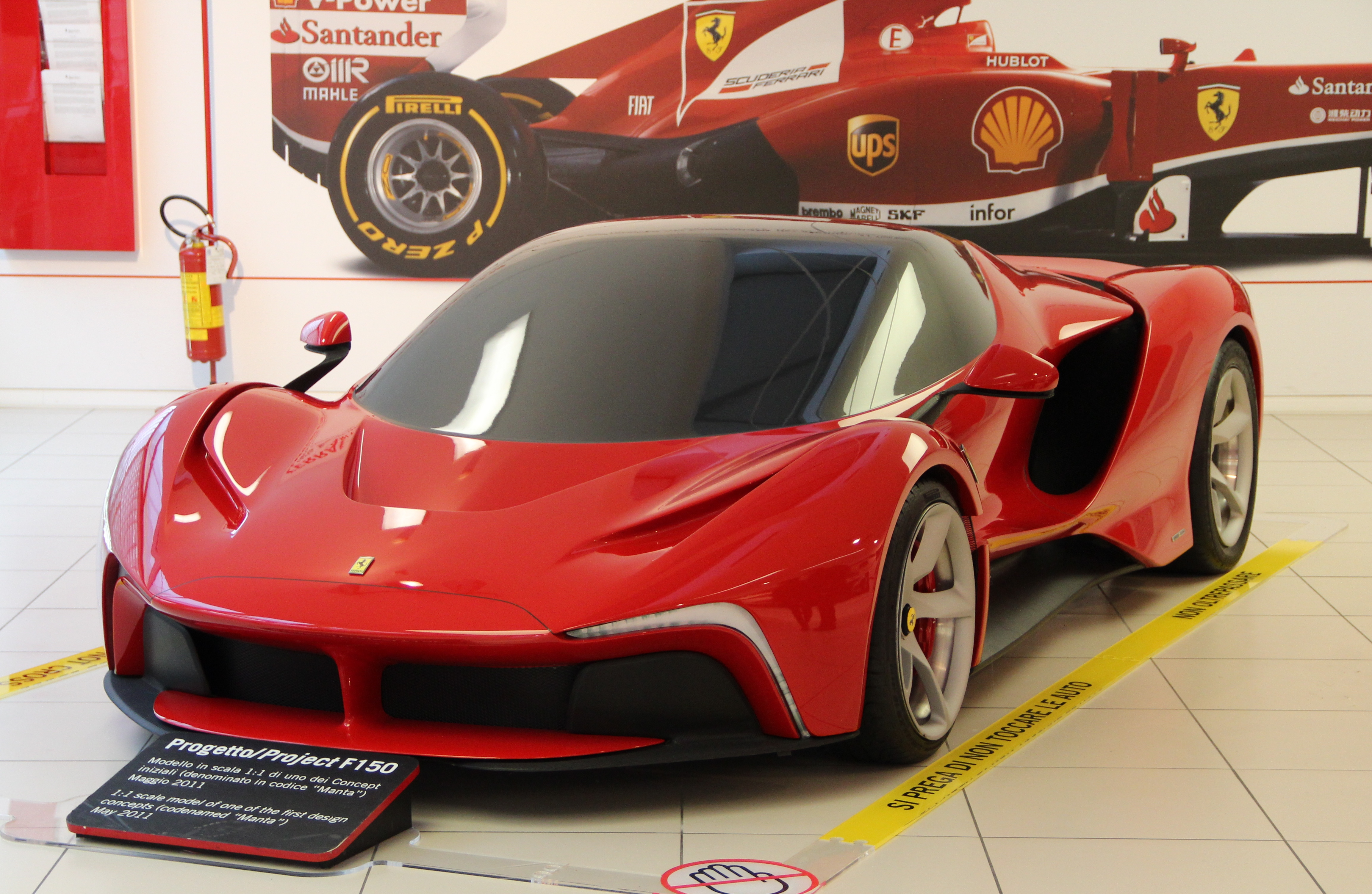
Prototype F150 de Ferrari LaFerrari
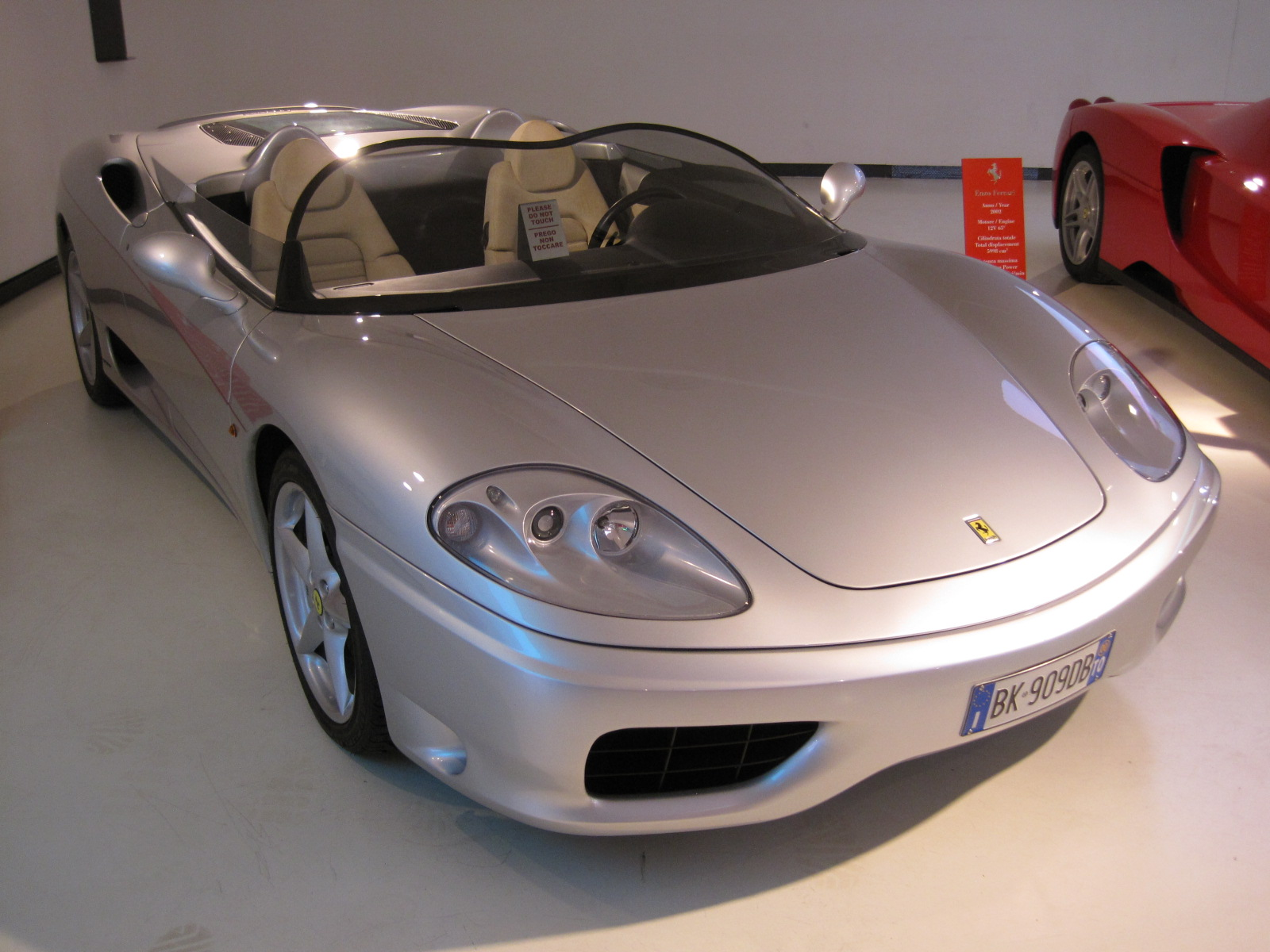
Ferrari 360 Barchetta
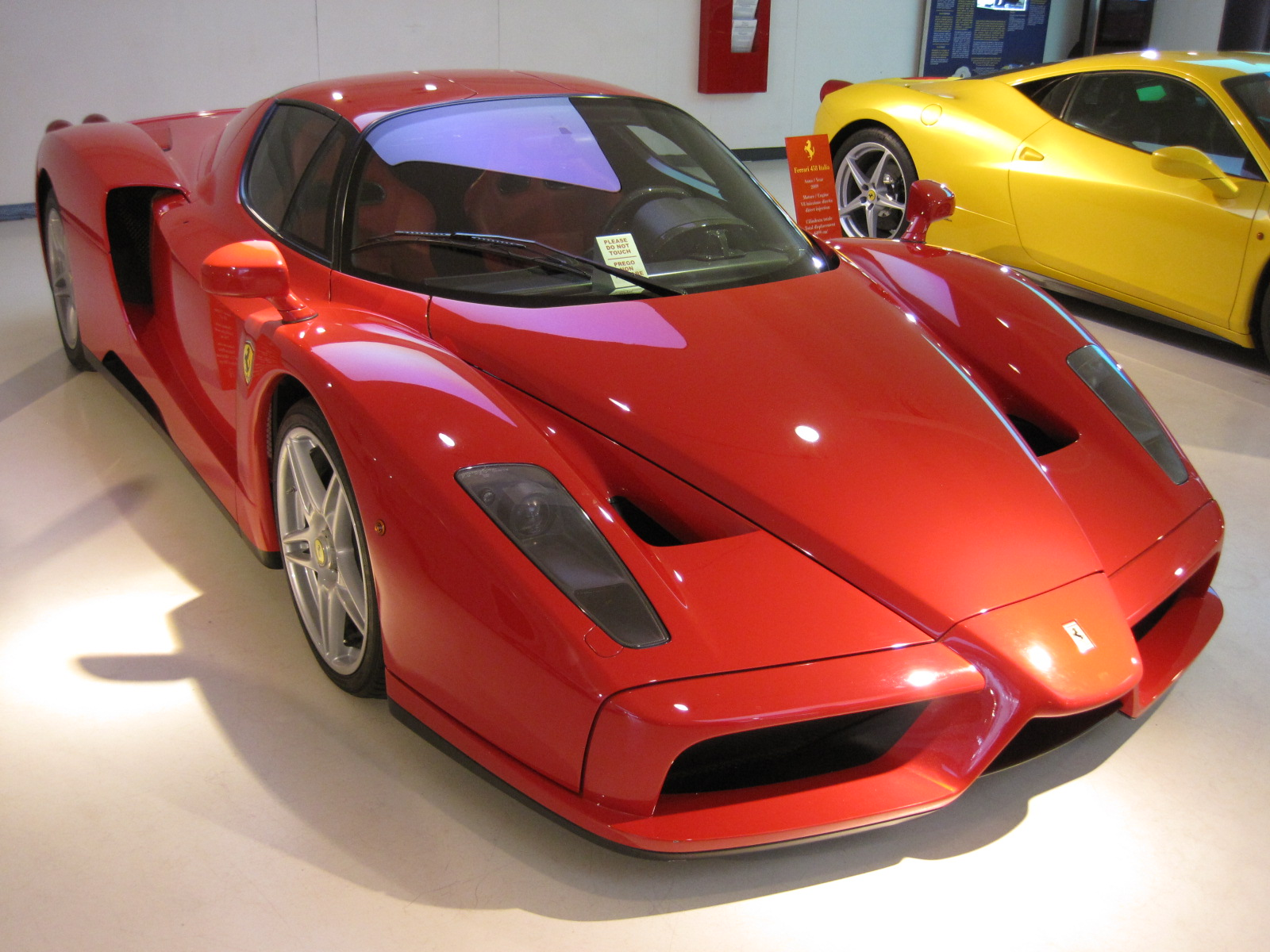
Ferrari Enzo